# П'ять ночей у Фредді (фільм)
«П'ять ночей у Фредді» (англ. Five Nights at Freddy's) — американський надприродний фільм жахів, знятий Еммою Таммі, яка написала сценарій разом зі Скоттом Коутоном і Сетом Каддебеком, заснований на однойменній серії відеоігор, створених Коутоном. У головних ролях: Джош Гатчерсон, Елізабет Лейл, Пайпер Рубіо, Кет Коннер Стерлінг, Мері Стюарт Мастерсон та Меттью Ліллард.
Розробка екранізації «П'яти ночей у Фредді» почалася в квітні 2015 року за участю Warner Bros. Pictures. Рой Лі, Девід Катценберг та Сет Грехем-Сміт стали продюсерами фільму, а Гіла Кенана оголосили режисером та співавтором сценарію. Після кількох затримок у виробництві версія Warner Bros. більше не просувалась, і Кенан вибув із проєкту. У березні 2017 року Blumhouse Productions було оголошено новою продюсерською компанією, а Кріса Коламбуса назвали режисером і співавтором сценарію. Коламбус також остаточно полишив проєкт, а Емма Таммі замінила його в жовтні 2022 року. Основний акторський склад був затверджений у грудні того ж року, тоді як інші доповнення були підписані в березні 2023 року. Знімання почалися в Новому Орлеані 1 лютого і завершилися 3 квітня 2023 року.
Прем'єра «П'яти ночей у Фредді» відбулася одночасно в кінотеатрах і на телеканалі Peacock у США 27 жовтня 2023 року компанією Universal Pictures.

## Сюжет
«Freddy Fazbear's» — колись успішний, а тепер покинутий сімейний розважальний центр з рестораном-піцерією. З будівлі цього закладу відчайдушно намагається втекти нічний охоронець, але його захоплює рудий аніматронік та прив'язує до пристрою, який присаджує йому порожню голову аніматроніка. Механізм жорстоко нівечить обличчя охоронця та вбиває його.
Згодом охоронця торгового центру, Майка Шмідта, звільняють після нападу на недбалого батька, якого він сприйняв за викрадача свого брата. Тому Майкл вирушає до рекрутера Стіва Реглана. Той пропонує Майку роботу нічного сторожа в піцерії «Freddy Fazbear». Хоча Майк спочатку відмовляється, пізніше він приймає пропозицію, оскільки соціальні служби погрожують взяти опіку над його молодшу сестру Еббі та передати її його тітці Джейн. Тітка бажає цього заради щомісячних виплат від штату на опіку над Еббі.
У своє перше нічне чергування Майк засинає і бачить уві сні викрадення та ймовірне вбивство свого брата Гаррета, що сталося в дитинстві. Потім йому сняться п'ятеро дітей, які стали свідками цієї події; коли Майк намагається підійти до них, вони тікають. Другої ночі сон Майка повторюється, але коли він намагається схопити дітей, ті на нього нападають і він прокидається. Рани, завдані уві сні, проявляються в реальності. Майк зустрічає офіцерку поліції Ванессу Шеллі, яка помічає його рани і допомагає йому обробити її. Ванесса показує йому розважальний центр і розповідає, що він закрився у 1980-х роках після того, як там зникли та ймовірно загинули п'ятеро дітей; їхні тіла так і не були знайдені.
Джейн наймає групу неповнолітніх правопорушників, щоб розгромити ресторан та домогтися звільнення Майка, що дозволить їй отримати опіку над Еббі. Коли відбувається вторгнення, аніматроніки ресторану — Фредді Фазбер, Бонні, Чіка, Фоксі та містер Капкейк — оживають і вбивають правопорушників. Серед вандалів була Макс — няня Еббі. Її смерть призвела до того, що Майку доводиться взяти Еббі з собою на наступну зміну, адже дівчинку немає кому доглядати.
Третьої ночі аніматроніки оживають і починають гратися з Еббі, але вороже ставляться до Майка. Він виявляє, що аніматроніками оволоділи привиди вбитих дітей, лідером яких є білявий хлопчик, який постійно згадує «жовтого кролика». Четвертої ночі Еббі вдарило струмом від доторку до гітари Фредді, що лякає Ванессу. Також Ванесса дізнається, що Майк не покидає спроб ідентифікувати викрадача Гаррета, і попереджає його більше не приводити Еббі в розважальний центр. Майк змушує Джейн няньчити Еббі, що дуже засмучує дівчинку, оскільки він повертається до ресторану вдень і приймає велику дозу снодійного.
Уві сні знову з'являються п'ятеро дітей і кажуть Майку, що він може залишитися з Гарретом назавжди в обмін на Еббі. Під час п'ятої ночі пошкоджений аніматронік Фредді убиває Джейн і повертає Еббі до ресторану. Уві сні на Майка неодноразово нападають, і він прокидається прив'язаним до скелета аніматроніка, що загрожує зімкнутися, розчавивши його. Він втікає, виймаючи шпильку, які послабив попередній загиблий охоронець, але отримує важке поранення від Фоксі.
Ванесса знаходить Майка і лікує його травми; після того, як Майк пояснює свій сон, Ванесса розповідає, що вона дочка Вільяма Афтона, серійного вбивці, який убив Гаррета та п'ятьох дітей, сховавши їхні тіла в аніматроніках, і що їхні душі перебувають під його контролем. Зрозумівши, що Вільям планує вбити Еббі й помістити її до ще одного аніматроніка, Майк мчить до ресторану, взявши електричний шокер, щоб вивести аніматроніків з ладу. У ресторані Чіка намагається вбити Еббі, але приходить Майк та рятує дівчинку. На Майка нападає містер Капкейк. Зрештою аніматроніки зазнають поразки, але їх знову активує Стів, який прибуває в костюмі «жовтого кролика» та виявляється Вільямом Афтоном.
Розуміючи, що привиди дітей в аніматроніках повинні усвідомити правду про своє становище, Еббі малює Вільяма, який вбиває дітей. Ванесса намагається перешкодити Вільяму втрутитися в план, але отримує ножове поранення в живіт. Перш ніж Вільям встигає вбити Майка, Еббі показує свій малюнок аніматронікам, і вони нападають на Вільяма. Аніматроніки затягують його в комору, костюм «жовтого кролика» змикається навколо нього, поступово розчавлюючи. Майк і Еббі виносять поранену Ванессу з ресторану; після цього вона впадає в кому, її везуть до лікарні. Майк продовжує доглядати за Еббі, коли вони повертаються до звичного життя. Під час титрів спотворений голос вимовляє «Знайди мене».

## У ролях
- Джош Гатчерсон — Майк Шмідт
- Елізабет Лейл — Ванесса Монро
- Пайпер Рубіо — Еббі Шмідт
- Меттью Ліллард — Вільям Афтон/Стів Реглан [a]
- Кет Коннер Стерлінг — Макс
- Мері Стюарт Мастерсон — тітка Джейн
- Лукас Грант
- Джессіка Блекмор

Крім того, ютубер CoryxKenshin має епізодичну роль водія таксі.

## Виробництво

### Розроблення
У квітні 2015 року Warner Bros. Pictures оголосили, що придбали права на екранізацію франшизи відеоігор Five Nights at Freddy's, а Рой Лі, Девід Катценберг та Сет Грейм-Сміт екранізують цю історію. Грем-Сміт заявив, що вони співпрацюватимуть із творцем франшизи Скоттом Коутоном, аби «зняти божевільний, жахливий та дивно чарівний фільм». У липні 2015 року Гіл Кенан підписав контракт на постановку фільму за сценарієм, написаним у співавторстві з Тайлером Бертоном Смітом.
У березні 2017 року Скотт Каутон оголосив про те, що Blumhouse Productions став новою продюсерською компанією цього проєкту замість Warner Bros. Pictures. У травні 2017 року продюсер Джейсон Блам повідомив про активну співпрацю з Коутоном над фільмом. У червні 2017 року Кенан заявив, що більше не буде режисером фільму.
У лютому 2018 року Кріса Коламбуса було оголошено заміною Кенана на посаді режисера та сценариста, окрім продюсування фільму разом з Блюмом і Коутоном. У серпні 2018 року Коутон повідомив, що перший проєкт сценарію фільму, який він написав разом із співавторкою романної трилогії «П'ять ночей у Фредді», Кірою Брід-Віслі, був завершений, і він включатиме події першої серії цієї інді-відеогри. Того ж місяця Блум написав у Твіттері, що фільм заплановано випустити у 2020 році. У листопаді Коутон оголосив, що відмовився від сценарію, попри те, що він сподобався Коламбусу та Блюму, оскільки він «мав іншу ідею [історії], яка мені більше сподобалася». Це сприяло подальшій затримці знімання фільму, за яку Коутон взяв на себе повну відповідальність. У червні 2020 року під час інтерв'ю хостингу Fandom Блюм, коли його запитали про хід роботи над фільмом, сказав:

"Він досить активний, тож я справді відчуваю, що у нас є добрі шанси переглянути фільм «П’ять ночей у Фредді»... Я відчуваю, що він справді рухається вперед; це не зупинилося чи щось інше. Процес стрімко рухається вперед. Я не хочу вказувати ніяких часових шкал, але скоро ми отримаємо фільм. Я справді впевнений у цьому."

### Кастинг
У грудні 2022 року Джош Гатчерсон та Меттью Ліллард приєдналися до акторського складу в невідомих на той час ролях. Ютубер Давко, пов'язаний із Five Nights at Freddy's, пізніше розповів під час прямого ефіру, що Гатчерсон зіграє охоронця першої відеогри Майка Шмідта, а Ліллард зіграє головного лиходія франшизи Вільяма Афтона. Він також розповів, що Мері Стюарт Мастерсон і Пайпер Рубіо приєдналися до акторського складу як нерозкрита жінка-лиходійка та молодша сестра Шмідта Еббі, відповідно. У березні 2023 року повідомлялося, що Кет Коннер Стерлінг та Елізабет Лейл взяли участь у зніманні фільму. Ролі Лукаса Гранта і Джесіки Блекмор невідомі.

### Знімання
Основні знімання спочатку мали розпочатися в березні 2021 року. Однак через проблеми зі сценарієм знімання затрималися. Знімання розпочалися в Новому Орлеані 1 лютого 2023 року під робочою назвою «Зіпсутий кекс» з орієнтовним бюджетом виробництва (до вирахування податкових пільг) у 25 мільйонів доларів і завершилися 3 квітня того ж року. Ліллард почав знімати свої сцени в середині лютого.

## Сприйняття
На агрегаторі рецензій Rotten Tomatoes фільм отримав 29 % схвальних рецензій від критиків з середньою оцінкою 4,6/10. Консенсус вебсайту повідомляє: «Наповнений великодками, „П'ять ночей у Фредді“ може бути цікавим для перегляду фанатам гри, але більшість глядачів будь-яких інших поглядів вважатимуть цю адаптацію заплутаною та явно нестрашною». В той же час його схвалили 88 % пересічних глядачів. На Metacritic середня оцінка фільму склала 33 бали зі 100, що відповідає «загалом несхвальним» відгукам.
Кларисс Логрі в газеті «The Independent» підсумувала, що сценарій фільму використовує багато разів бачений мотив дитячої травми, і в ньому набагато менше нищення аніматроніків, ніж можна було очікувати. Більшість фанатів гри на час виходу фільму вже стали повнолітніми і незрозуміло для чого йому рейтинг PG-13. «П'ять ночей у Фредді» мав би бути тривожним і заплутаним, а в підсумку нічим не відрізняється від інших штампованих фільмів жахів.
Білдж Ебірі на сайті Vulture написав, що фільму притаманна «дешева похмурість», а «нитки сюжету врешті-решт об'єднуються найбездарнішим способом, який тільки можна уявити». При цьому екранізація намагається відтворити простоту ігор, тому персонажі розмовляють так, як «дитина може уявити, що дорослі говорять у фільмах для дорослих». Також критик вказав негативним аспектом малу кількість людей у кадрі. Тому до фіналу просто не лишається варіантів сумніватися хто ж був лиходієм.
Станом на 1 листопада 2023 року фільм зібрав $152 млн по світу, з них $92,1 в США та Канаді.

## Продовження
У серпні 2018 року Коутон сказав, що якщо перший фільм буде успішним, можуть бути зняті другий і третій фільми, які слідуватимуть за подіями другої та третьої ігор серії відеогри, відповідно. У січні 2023 року в інтерв'ю для подкасту WeeklyMTG Ліллард розповів, що підписав із студією угоду на знімання трьох картин.17 травня 2024 року творці фільму публічно підтвердили, що друга частина вийде 5 грудня 2025 року.